# Proisotoma woodi
Proisotoma woodi är en urinsektsart som beskrevs av Christiansen och Bellinger 1980. Proisotoma woodi ingår i släktet Proisotoma och familjen Isotomidae. Inga underarter finns listade i Catalogue of Life.